# Gare interurbaine de Sutton
La gare interurbaine de Sutton (Sutton Radial Station en anglais) est une ancienne gare de la Metropolitan Street Railway Company, située à Sutton, Ontario.

## Situation ferroviaire
L'emplacement était le terminus nord, Stop 100 (arrêt 100), de la ligne de radiale exploité entre Toronto et Sutton débutant en 1909. 

## Histoire et patrimoine ferroviaire

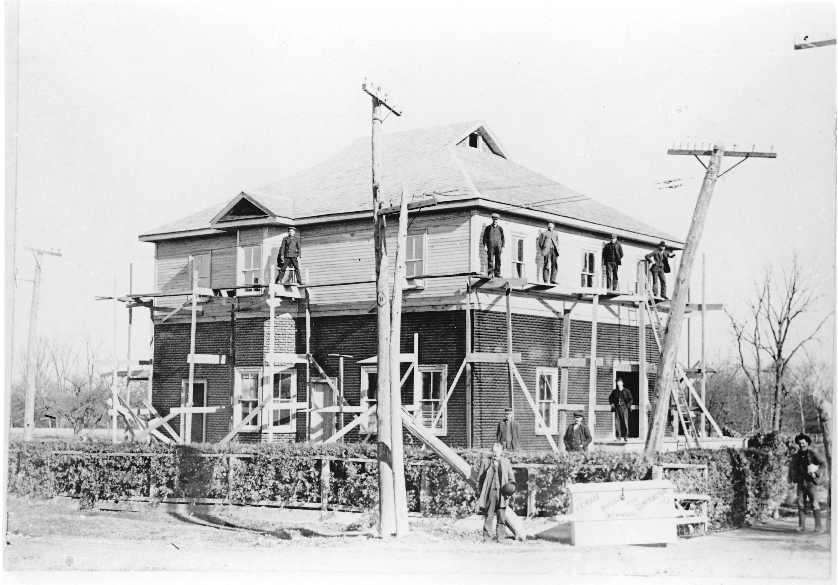
La gare sous construction, vers 1906(?)

La gare de Sutton a été construite de 1908 à 1909 et comprenait un bureau de fret et de messagerie express avec une salle d'attente . Le bâtiment comprend un logement au deuxième  étage pour l'agent de la gare et sa famille,.
Avec la fermeture en mars 1931 de la ligne radiale de Newmarket à Sutton, la ville de Toronto a vendu le logement à la Hydro Electric Power Commission pour être utilisé comme une sous-station et bureau régional de Keswick.
En 2008, le propriétaire de l'édifice veut le démolir pour construire un petit plaza commercial sur le site. Le propriétaire a voulu faire don de la gare au Pioneer Village (village de pionniers) local, mais le coût, estimé à 70 000 $, était prohibitif. Le comité du patrimoine de la ville a voulu qu'il reste en place à cause de son emplacement spécifique à la fin de la ligne radiale, étant historiquement important.
L'édifice est reconnu comme une structure patrimoniale par la ville de Georgina,  protégé depuis 2009 en vertu de la partie IV de la Loi sur le patrimoine de l'Ontario. Les matériaux, la forme et le style de construction du bâtiment de la gare sont représentatifs de l'architecture résidentielle édouardienne qui était populaire au début du XXe siècle. Comme la gare de Sutton survit en condition originale, elle est importante en tant qu'un artefact contribuant à la compréhension de l'histoire de la Toronto and York Radial Line et de l'importance des chemins de fer radiaux à l'économie régionale. Le bâtiment est encore situé à son emplacement d'origine, se situant sur le coin de High Street, qui dans le temps a permis aux passagers de marcher aux églises, aux usines et aux magasins le long de la rue. Le bâtiment continue d'être un point de repère dans le village avec sa vue imprenable de Dalton Road et de High Street avec une baie vitrée de deux étages sur la façade ouest. 
En 2015, elle sert d’un immeuble de bureaux mixtes.

## Service des voyageurs

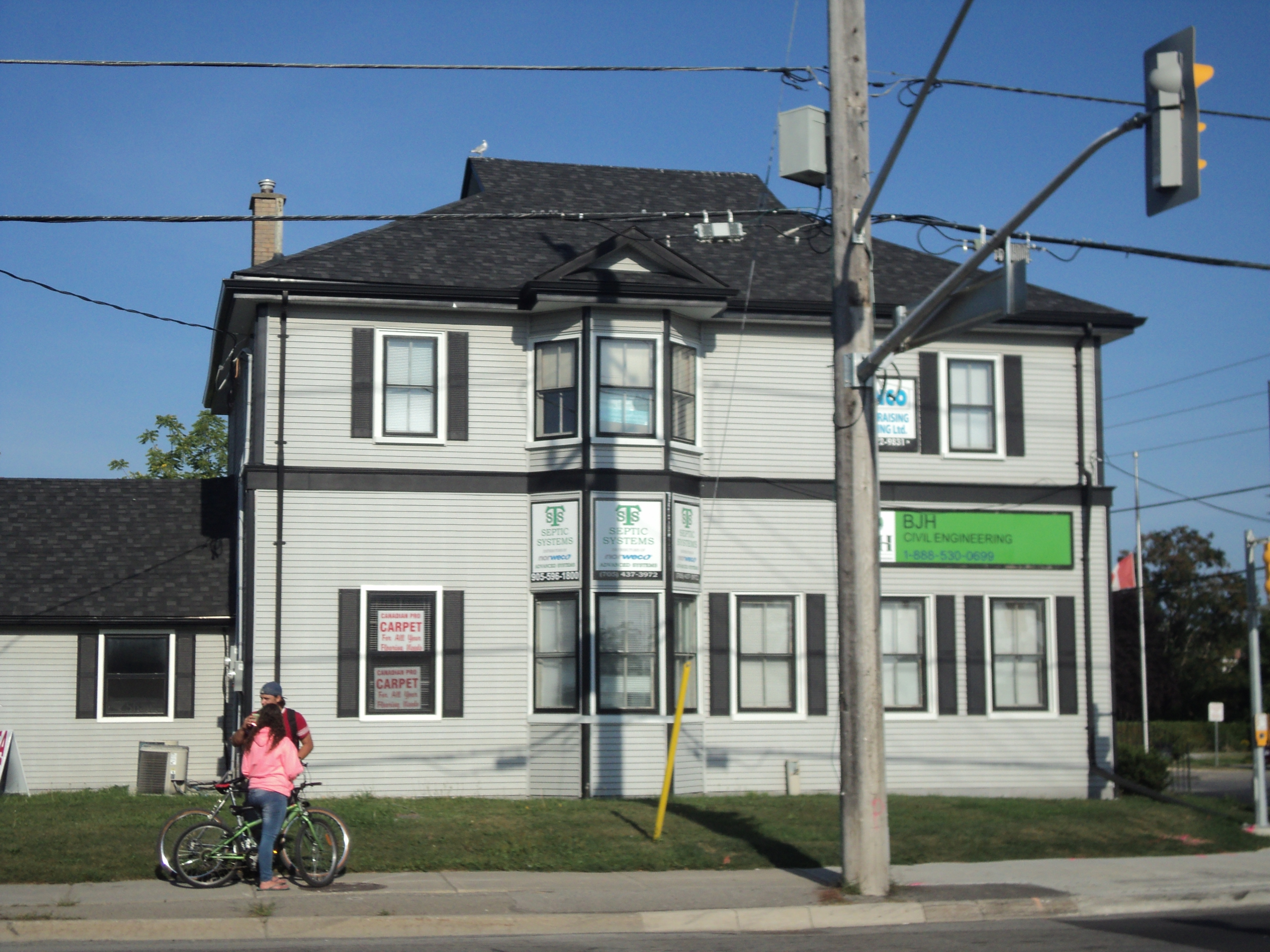
La gare en 2015. Elle conserve sa forme originale, servant de bureaux.

### Accueil
Ce bâtiment, lors de son utilisation en tant que la gare de Sutton pour la ligne interurbaine, était important dans la création de Sutton et de Jackson's Point comme centres touristiques avec, aux heures de pointe, jusqu'à dix voyages par jour à cette gare.
L'ouverture de la ligne offre un voyage de Sutton à Toronto en deux heures et demie. C'est aussi de la concurrence pour les trains du Canadien National qui arrêtent à la gare de Sutton West.

### Desserte
La gare n'était servie que par les tramways de la Metropolitain Railway.

### Intermodalité
En tant que bureau de fret, la gare servait à emmener des matériaux de construction pour ériger des maisons d'été au bord du lac Simcoe. La ligne radiale a aussi augmenté la valeur des terres agricoles dans la région, permettant aux agriculteurs d'accéder aux marchés hebdomadaires à Newmarket.
Des nouvelles marchandises arrivent avec l'ouverture de la gare, incluant des oranges, "un fruit exotique et jamais vu" en ville avant cette date.